# عشق و افتخار
عشق و افتخار (انگلیسی: Love and Honor) با معنی تحت‌الفظی عزت سامورایی، یک فیلم به کارگردانی یامادا یوجی است که در سال ۲۰۰۶ منتشر شد. از بازیگران آن می‌توان به تاکویا کیمورا و تاکاشی ساسانو اشاره کرد.